# WEA Italiana
La WEA Italiana è stata una etichetta discografica italiana, emanazione del gruppo WEA americano (ora Warner Music Group), attiva negli anni '70 e '80.

## Storia della WEA in Italia
La sigla WEA è l'acronimo di Warner Bros. Records, Elektra Records ed Atlantic Records; per tutti gli anni '60 la distribuzione dei dischi di queste tre etichette in Italia era curata da altre case discografiche, come la SAAR, la Vedette e la RIFI; per tutta la prima metà dei '70, in coincidenza della nascita della Kinney National Company, la distribuzione italiana fu unificata sotto la Dischi Ricordi.
Nel 1975 venne fondata la WEA Italiana, con sede a Milano, che pubblicò e distribuì in prima persona sia il catalogo americano che le incisioni di artisti italiani, messi sotto contratto, sia con la Warner Bros. Records (usando il logo WB della Warner Bros., per artisti come i New Trolls, Mia Martini ed altri) che con il marchio Wea (Loretta Goggi, Sammy Barbot ed altri).
Nel 1989, dopo l'acquisizione della Compagnia Generale del Disco, è confluita nella Warner Music Italy insieme alla Warner Bros. Records.

## Dischi
La datazione qui riportata si basa sull'etichetta del disco o sulla copertina; qualora nessuno di questi elementi abbia una datazione, è basata sulla numerazione del catalogo; talora è, infine, basata sul codice della matrice di stampa. Se esistenti, sono riportati, oltre all'anno, il mese e il giorno (quest'ultimo dato si trova, a volte, stampato sul vinile).

### 33 giri
| Numero di catalogo | Anno | Interprete                                                                  | Titolo Album          |
| ------------------ | ---- | --------------------------------------------------------------------------- | --------------------- |
| T 58089            | 1979 | Il Giardino dei Semplici                                                    | B/N                   |
| T 58297            | 1981 | Enzo Avallone                                                               | Viaggio               |
| T 58365            | 1981 | Loretta Goggi                                                               | Il mio prossimo amore |
| T 58435            | 1982 | RADAR                                                                       | RADAR                 |
| T 58442            | 1982 | Nino Rota, Luis Bacalov, Franco Evangelisti, Ennio Morricone, Egisto Macchi | Ten To Survive        |
| 24 0040-1          | 1982 | Loretta Goggi                                                               | Pieno d'amore         |
| 24 0611-1          | 1985 | Drupi                                                                       | Un passo              |
| 24 2081-1          | 1986 | Al Bano e Romina Power                                                      | Sempre sempre         |
| 24 2139-1          | 1986 | Grazia Di Michele                                                           | Le ragazze di Gauguin |
| 24 2200-1          | 1987 | Al Bano e Romina Power                                                      | Libertà!              |
| 24 2312-1          | 1988 | Massimo Ranieri                                                             | Perdere l'amore       |
| 24 4631-1          | 1988 | Grazia Di Michele                                                           | L'amore è un pericolo |
| 24 4713-1          | 1988 | Al Bano e Romina Power                                                      | Fragile               |
| 22924 64222-1      | 1989 | Massimo Ranieri                                                             | Un giorno bellissimo  |

### 45 giri - serie T
| Numero di catalogo | Anno | Interprete               | Titolo Album                                         |
| ------------------ | ---- | ------------------------ | ---------------------------------------------------- |
| T 18069            | 1979 | Marina Lai               | Mi manchi un po'/Io vivo                             |
| T 18097            | 1979 | Loretta Goggi            | Cicciottella/La marcia dei bambini che vanno a letto |
| T 18098            | 1979 | Loretta Goggi            | L'aria del sabato sera/Dispari                       |
| T 18110            | 1979 | Il Giardino dei Semplici | Tu tu tu/Tira a campà                                |
| T 18231            | 1980 | Loretta Goggi            | Notti d'agosto/Nun t'allargà                         |
| T 18297            | 1980 | The Shameless            | Buggzzum/Diavolo comes back                          |
| T 18358            | 1980 | Il Giardino dei Semplici | Carnevale da buttare/Diavoleria                      |
| T 18409            | 1981 | Loretta Goggi            | Maledetta primavera/Mi solletica l'idea              |
| T 18422            | 1981 | Beatrice Cori            | La Piccola Lulù/Lulù boy scout                       |
| T 18787            | 1981 | Ugo Tognazzi             | Risotto amaro/Squisita, bionda e morbida             |
| T 18838            | 1981 | Loretta Goggi            | Il mio prossimo amore/Penelope                       |
| T 18456            | 1981 | Nico Fidenco             | Jeremy and Jenny destra-sinistra/Bem                 |
| T 18859            | 1981 | Sammy Barbot             | Aria di casa/Liberazioni                             |
| T 18860            | 1981 | I monelli spaziali       | God Sigma/God Sigma Theme                            |
| T 19159            | 1982 | Sammy Barbot             | Forza campione parte 1/Forza campione parte 2        |
| T 19255            | 1982 | Loretta Goggi            | Pieno d'amore/Arrivederci stella del nord            |

### 45 giri - serie 24
A partire dal 1983 la Wea cambiò la catalogazione delle emissioni discografiche: la cosa particolare è che venne adottata una numerazione decrescente, al contrario delle convenzioni comunemente usate dalle altre etichette.
| Numero di catalogo | Anno | Interprete             | Titolo                            |
| ------------------ | ---- | ---------------------- | --------------------------------- |
| 24 9952-7          | 1983 | Sammy Barbot           | Vita semplice/Donna vieni via     |
| 24 9771-7          | 1983 | Sammy Barbot           | Non sarai più sola/Di' di no      |
| 24 9769-7          | 1983 | Loretta Goggi          | Oceano/Stralunata Roma            |
| 24 9540-7          | 1983 | Loretta Goggi          | Una notte così/Segreti            |
| 24 9512-7          | 1984 | Sammy Barbot           | Let The Music Play/Love Sensation |
| 24 9482-7          | 1984 | Loretta Goggi          | Un amore grande/Solo un'amica     |
| 24 8567-7          | 1986 | Grazia Di Michele      | Le ragazze di Gauguin/Stai con me |
| 24 8452-7          | 1987 | Al Bano & Romina Power | Nostalgia canaglia/Caro amore     |
| 24 8611-7          | 1986 | Al Bano & Romina Power | Sempre sempre/Saranda Okinawa     |
| 24 8325-7          | 1987 | Grazia Di Michele      | Sha la la/Manuela                 |
| 24 8179-7          | 1987 | Al Bano & Romina Power | Libertà!/Incredibile appuntamento |
| 24 8027-7          | 1988 | Massimo Ranieri        | Perdere l'amore/Dove sta il poeta |
| 24 7645-7          | 1988 | Al Bano & Romina Power | Fragile/Non voglio perderti       |
| 24 7056-7          | 1989 | Al Bano & Romina Power | Cara terra mia/Fragile            |
| 24 6928-7          | 1989 | Grazia Di Michele      | Solo i pazzi sanno amare/Ombrelli |
| 24 6773-7          | 1989 | Cuori infranti         | Cerco un fidanzato/Geloso         |